# Keim & Co.
Keim & Co. ist ein ehemaliges Spielwaren-Unternehmen aus Nürnberg. Es produzierte von 1866 bis ca. 1980 Blechspielzeug.

## Geschichte
1866 wurde die Firma Keim & Co. in Nürnberg gegründet. Produziert wurden Blechdosen, Kreisel, Metallbaukästen und Sandspielwaren. In den 1930er Jahren wurde dann schrittweise die Produktion um Autos, Flugzeuge und mechanische Figuren erweitert. 
1937 wurde die vom NS-Regime enteignete Firma Josef Kraus & Co übernommen, deren jüdischer Firmengründer bereits 1933 in die USA emigrierte. Keim übernahm Warenbestände, Werkzeuge und Maschinen von Kraus und konnte die Produktion um Eisenbahnen, Antriebsmodelle und militärisches Spielzeug erweitern.
1955 wurden die ersten elektrischen Züge produziert. In weiterer Folge wurde das Sortiment auf Eisenbahnen der Spur 0, Sommerspielwaren, Küchenartikel und Kunststofffahrzeuge spezialisiert.
1972 erfolgte ein Eigentümerwechsel in die Gruppe “Le Jouet Français” (Jouef) mit den Firmen Delacoste, Solido und Heller. Die Produktion der Autorennbahnen wurde eingestellt. 1980 wurde die Gesamt-Gruppe liquidiert.
Mittlerweile hat die englische Firma Hornby Railways die Marke erworben und will die Modelleisenbahnproduktion wieder aufnehmen.